# Empathy (album)
Albums par Bill Evans
Moon Beams
(1962) At Shelly's Manne-Hole
(1964)
Empathy est un album en trio du batteur Shelly Manne et du pianiste Bill Evans enregistré et publié en 1962.

## Historique
Pour réaliser cet enregistrement, Creed Taylor a profité du passage à New York du combo « Shelly Manne and his Men », un des orchestres emblématiques du jazz West Coast. Le groupe est programmé au Village Vanguard, club dans lequel Evans se produisait au même moment.
Cet album, produit par Creed Taylor, a été enregistré à New York, en août 1962 (probablement le 14, mais, peut-être le 20 selon d'autres sources).
L'album est publié en 1962 par le label Verve Records (V/V6 8497). 
Sur la pochette de l'album original le nom de Shelly Manne apparaissait avant celui du pianiste (Shelly Manne/Bill Evans and Monty Budwig: Empathy). Evans, à l'époque en contrat avec Riverside Records, a dû demander une permission pour participer cette session (crédit de pochette : « Bill Evans by courtesy of Riverside Records »). Sur les rééditions en cd, dont celle où le disque est couplé avec A Simple Matter of Conviction, l'ordre des noms est parfois inversé.

## À propos de l'album
Evans se libère ici du cadre strict qu'il avait dessiné pour son trio habituel : son jeu est plus léger, plus libre et plus détendu.
La fin du morceau With a Song in my Heart peut surprendre, comme Evans l'explique dans une interview donnée à François Postif : « Un jour nous étions en train d'enregistrer avec Shelly Manne un morceau intitulé With a Song in my Heart. À la fin de la prise, vous voulions nous détendre et nous avons joué un peu n'importe quoi, sans savoir si nous étions enregistré ou non. Nous avons fait un tas de truc marrants comme on le fait quand on se sent des ailes. Cette face a été éditée in extenso […]. Le plus drôle est que certains amateurs ont pris tout ça au sérieux et ont disserté là-dessus ».

## Titres de l’album
| No | Titre                      | Auteur                       | Durée |
| -- | -------------------------- | ---------------------------- | ----- |
| 1. | The Washington Twist       | Irving Berlin                | 6:29  |
| 2. | Danny Boy                  | Frederick Weatherly          | 3:44  |
| 3. | Let's Go Back to the Waltz | Irving Berlin                | 4:34  |
| 4. | With a Song in my Heart    | Richard Rodgers, Lorenz Hart | 9:14  |
| 5. | Goodbye                    | Gordon Jenkins               | 5:12  |
| 6. | I Believe in You           | Frank Loesser                | 5:54  |

## Personnel
- Bill Evans : piano
- Monty Budwig : contrebasse
- Shelly Manne : batterie